# Gmach Sądu Rejonowego w Tarnowskich Górach
Gmach Sądu Rejonowego w Tarnowskich Górach – zaliczany do ważniejszych obiektów zabytkowych miasta Gwarków. Połączony z zespołem więziennym stanowi zabytek architektury dla potrzeb publicznych (wpis do Gminnej Ewidencji Zabytków).

## Budowa
W 1877 roku otwarto w Tarnowskich Górach sąd rejonowy z siedzibą na Rynku. Pod koniec XIX wieku dotychczasowy budynek sądu okazał się zbyt ciasny. Zapadła więc decyzja o zbudowaniu nowego obiektu. Projekt przygotował i pracami budowlanymi kierował naczelny architekt rejencji opolskiej Eugen Rohr. Za ponad 180 tysięcy marek od sierpnia 1893 prowadzono prace budowlane kończąc je w listopadzie 1895 roku.

## Konstrukcja
Budynek przy ulicy Opolskiej wykonany jest z cegły tynkowanej, ze zdobieniami i portalem z czerwonego piaskowca, wspartym na doryckich filarach i poprzedzonym sklepionym krzyżowo podcieniem. W szczycie fasady głównej umieszczono kartusz z orłem. W tym samym czasie z tyłu sądu zbudowany został areszt. Sąd powiększono w 1914 roku, dobudowując od północnego wschodu skrzydło.